# Selección de béisbol de Aruba
La selección de béisbol de Aruba es el equipo nacional de béisbol de Aruba.

## Participaciones

### Juegos Panamericanos
| Año  | PJ           | PG           | PP           |
| ---- | ------------ | ------------ | ------------ |
| 1951 | No clasificó | No clasificó | No clasificó |
| 1983 | No clasificó | No clasificó | No clasificó |
| 1987 | 7            | 1            | 6            |
| 1991 | 8            | 2            | 6            |
| 1995 | No clasificó | No clasificó | No clasificó |
| 2019 | No clasificó | No clasificó | No clasificó |